# Pseuderia diversifolia
Pseuderia diversifolia är en orkidéart som beskrevs av Johannes Jacobus Smith. Pseuderia diversifolia ingår i släktet Pseuderia och familjen orkidéer. Inga underarter finns listade i Catalogue of Life.